# Hortus Malabaricus

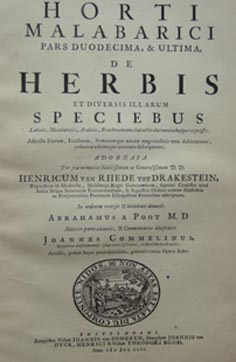
La portada de la edición original en latín de El Hortus Malabaricus

El Hortus Malabaricus (Jardín de Malabar) es un tratado completo que se ocupa de las propiedades de las plantas medicinales de la flora en el estado indio de Kerala.

## Historia
Originalmente escrito en latín, que fue compilado en un período de casi 30 años y se publicó en Ámsterdam durante 1678-1693. El libro fue concebido por Hendrik van Rheede, que era el gobernador del Malabar holandés en ese momento. El libro ha sido traducido al inglés y malayalam por KS Manilal y publicado por la Universidad de Kerala.

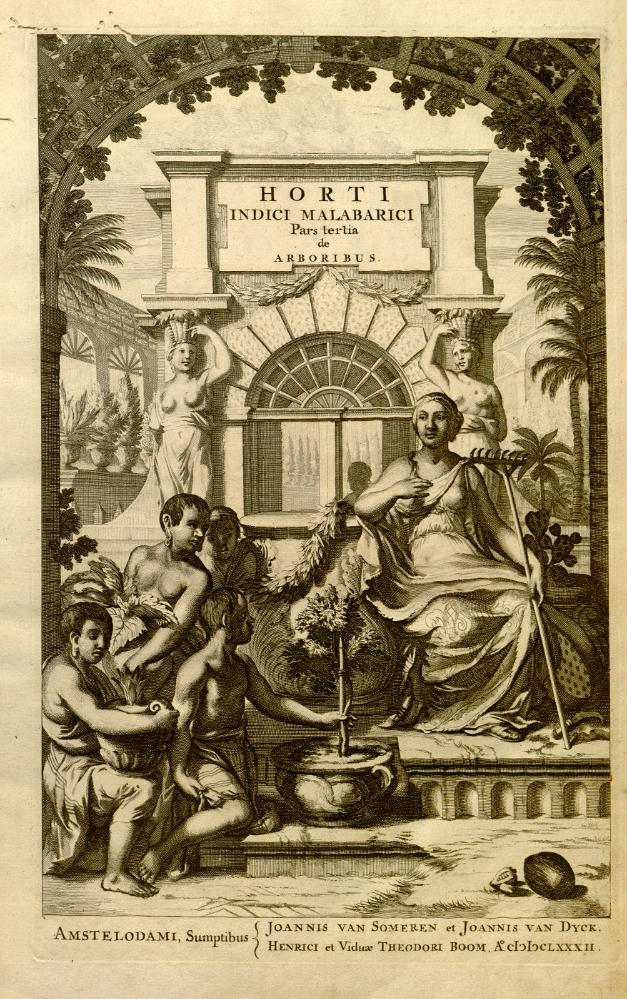
Frontispicio del volumen 1.

## Descripción
El Hortus Malabaricus comprende 12 volúmenes de unas 200 páginas cada uno, con 794 grabados de placa de cobre. El primero de los 12 volúmenes que componen el libro fue publicado en 1678, y el último en 1703. Se cree que fue en su época la obra más completa impresa de la flora de Asia y los trópicos.
Mencionadas en estos volúmenes son plantas de  Malabar, región que en su tiempo se refiere al tramo que se extiende a lo largo de las Ghats Occidentales desde Goa hasta el  Kanyakumari. El libro da una descripción detallada de la flora de Kerala, junto con bocetos y descripciones detalladas. Más de 742 diferentes plantas y su ciencia indígena son considerados en el libro. El libro también cuenta con un sistema de clasificación basado en las tradiciones adoptadas por los practicantes de esa región. Aparte de América, los nombres de las plantas se han registrado en otros idiomas incluyendo  konkani, árabe, Inglés, y  malayalam. Esta fue la primera instancia de un tipo de letra malayalam,  utilizado para la impresión.
El carácter integral del libro fue notado por T. Whitehouse en su obra 1859 Avisos históricos de Cochin en la costa Malabar: